# Joseph von Maier

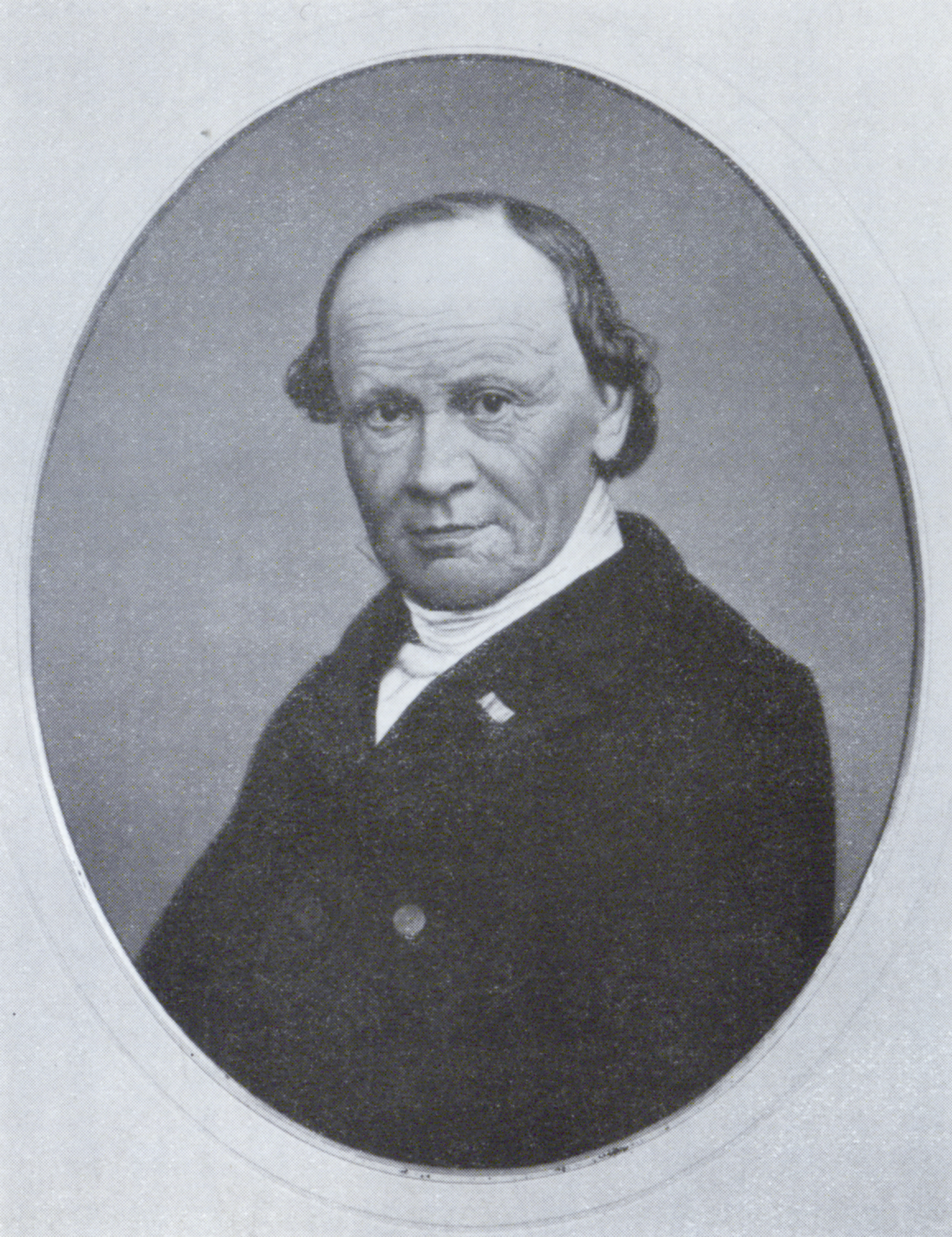
Joseph von Maier

Joseph Maier (ab 1867 von Maier) (geboren 24. April 1797 in Laudenbach; gestorben 19. August 1873) war der erste Rabbiner der jüdischen Gemeinde in Stuttgart.

## Leben
Joseph war der Sohn von Maier ben Jakob und dessen Frau Sara, geb. Löser. Seinen ersten Unterricht im Hebräischen und in der jüdischen Kurrentschrift erhielt er privat. 1809 kam er nach Niederstetten und begann rabbinische Literatur zu lernen. Ein Jahr später folgte er seinem Lehrer nach Obernzenn, bevor er ab 1811 die jüdische Hochschule in Fürth besuchte. Von 1815 bis 1818 war Maier als Hauslehrer in Kronach tätig. 1818 zog er nach Mainz, vervollkommnete seine rabbinischen und seine Kenntnisse im Griechischen und Lateinischen. 1824 holte er das Abitur nach und studierte danach in Heidelberg Philologie, Philosophie, Pädagogik und Theologie. 1827 legte er seine erste Rabbinatsdienstprüfung ab.
1831 wurde ihm die Stelle eines theologischen Mitglieds bei der Königlich israelitischen Oberkirchenbehörde in Stuttgart provisorisch übertragen. 1834 gab er ein Lehrbuch für den israelitischen Religionsunterricht heraus. Im November desselben Jahres wurde von Maier Rabbiner in Stuttgart. 1837 wurde er zum geistlichen Mitglied der Oberkirchenbehörde gewählt und erhielt den Titel Kirchenrat. Im Juni 1844 wurde von Maier zum Präsidenten der ersten Rabbinversammlung gewählt, die in Braunschweig stattfand.

## Auszeichnungen
- 1860 Ritterkreuz 1. Klasse des Friedrichs-Ordens
- 1867 Ritterkreuz 1. Klasse des Ordens der Württembergischen Krone[1], welches mit dem persönlichen Adelstitel verbunden war.

## Werke
- Lehrbuch der biblischen Geschichte als Einleitung zum Religionsunterricht in israelitischen Schulen: nebst einem Anhang: Die Schicksale der Israeliten während der Dauer des zweiten Tempels. Jäger, Frankfurt 1828.
- Worte der Weihe bei der feierlichen, öffentlichen Einweihung des neuen israelitischen Friedhofs zu Stuttgart. Stuttgart 1834.
- Hrsg.: Spruchbuch, eine Sammlung von Bibelsprüchen zum Gebrauch bei dem Religionsunterricht in den israelitischen Schulen des Königreiches Württemberg. Hallberger, Stuttgart 1835.
- Welche Hindernisse haben wir aus dem Weg zu räumen? Predigt. Stuttgart 1835.
- Hrsg.: Gesangbuch zum Gebrauch bei dem Unterricht in der mosaischen Religion und zur öffentlichen und häuslichen Gottesverehrung. Hallberger, Stuttgart 1836.
- Confirmations-Handlung nebst dem Confirmanden-Unterricht. Stuttgart 1836.
- Lehrbuch der israelitischen Religion zum Gebrauch der Synagoge und israelitischen Schulen im Königreich Württemberg. Hallberger, Stuttgart 1837.
- Zum Andenken an die Frau Eva von Kaulla, geb. Bing. Stuttgart 1837.
- Israels Vergangenheit, Gegenwart und Zukunft. Stuttgart 1840.
- Rede am Grabe des frühe vollendeten Jünglings, Salomon Kaulla, Schüler des obern Gymnasiums: Geboren den 27. Juli 1823, gestorben den 12. Februar 1840. Müller, Stuttgart 1840 (Digitalisat).
- mit Isak Noah Mannheimer und Gotthold Salomon (Hrsg.): Israelitische Festpredigten und Casualreden, Bd. 1. Metzler, Stuttgart 1842.
- Denkmal für S. L. Benedict, Bankier und Ober-Kirchenvorsteher in Stuttgart: Geboren den 23. Mai 1770, gestorben den 1. Juli 1842. Harburger, Esslingen 1842 (Digitalisat).
- Die erste Rabbiner-Versammlung und ihre Gegner. Hallberger, Stuttgart 1845 (Digitalisat).
- Erwiederung auf das von Z. Frankel an mich gerichtete Schreiben. Stuttgart 1845.
- Andenken an die verewigte Frau Commerzienräthin Lea Kaulla, geb. Kaulla: Geboren den 27. Sept. 1781, gestorben den 1. Febr. 1849. Harburger, Esslingen 1849.
- Rede bei der Beerdigung der Frau Jeannette Levi, geb. Crailsheim: geb. den 13. Mai 1811, gest. den 19. Sept. 1845; gehalten, den 21. September. Greiner, Stuttgart 1845 (Digitalisat).
- Ueber den Judeneid. Zu Guttenberg, Stuttgart 1852.
- Dem Andenken des verstorbenen Bankier M. Benedict: Geboren den 21. Februar 1772, gestorben den 8. Juli 1852; gewidmet von seinen Hinterbliebenen. Harburger, Esslingen 1852 (Digitalisat).
- Dem Andenken des verewigten Dr. S. Dreifus, Chef des Bankierhauses Gebrüder Benedict: Geboren den 3. Februar 1804, gestorben den 2. März 1853. Harburger, Esslingen 1853 (Digitalisat).
- Israelitische Gebetordnung: für Synagoge und Schule, wie zur häuslichen Gottesverehrung. 2 Bde., Metzler Stuttgart 1861
  - Bd. 1: Gottesdienst für Werktage, Sabbathe und drei Feste
  - Bd. 2: Bußtage, Neujahrsfest und Versöhnungstag
- Andenken an die verewigte Frau Rebecca Jacob, geb. Kaulla: Geboren den 3. September 1811, gestorben den 28. November 1863. Metzler, Stuttgart 1863 (Digitalisat).
- Andenken an den Kaufmann Jonathan Arnold: geboren den 12. April 1810, gestorben den 3. März 1865. Metzler Stuttgart 1865 (Digitalisat).
- Erinnerung an Dr. Emil Auerbach: geboren den 2. Oktober 1812, gestorben den 29. Mai 1867 [Rede am Grabe gesprochen den 31. Mai 1867]. Metzler, Stuttgart 1867 (Digitalisat).
- Rede am Grabe des Bankier Joseph Altmann: geboren zu Niederstetten den 7. Januar 1819, gestorben zu Stuttgart den 30. Mai 1870, gehalten den 1. Juni 1870. Metzler, Stuttgart 1870 (Digitalisat).
- Andenken an Abraham Arnold, Kaufmann in Stuttgart: geboren den 27. August 1808, gestorben den 15. März 1871: [Rede am Grabe gehalten den 17. März 1871]. Metzler, Stuttgart 1871 (Digitalisat).
- Andenken an den edlen frühvollendeten Jüngling Max Arnold: geboren den 22. September 1853, gestorben den 16. April 1871: [Worte am Grabe, gesprochen den 17. April 1871]. Metzler, Stuttgart 1871 (Digitalisat).